# Collegiata (Catania)
Koordinaten: 37° 30′ 15″ N, 15° 5′ 13″ O

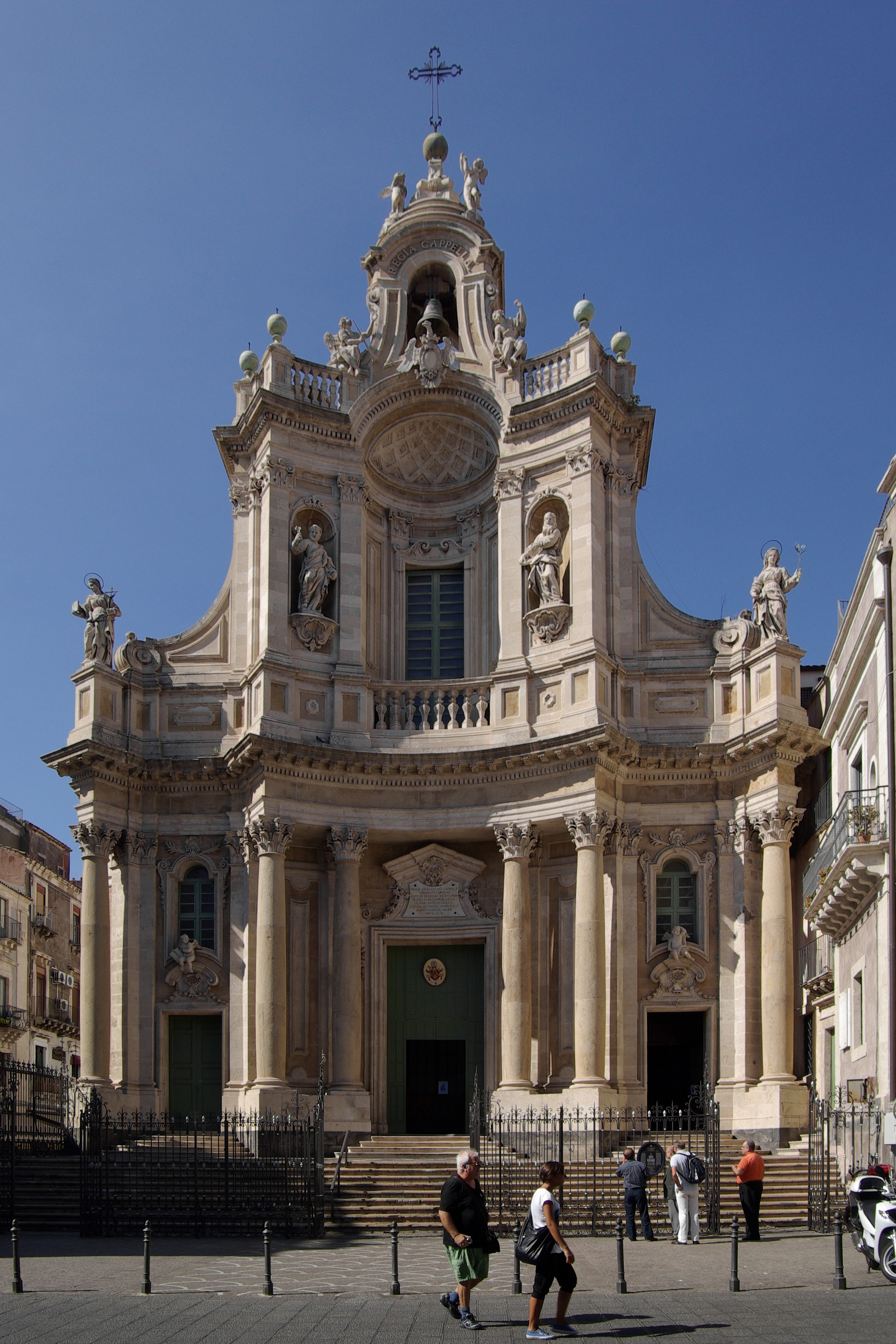
Spätbarocke Fassade des polnischen Architekten Stefano Ittar (1768).

Die Collegiata genannte Kirche S. Maria dell’Elemosina an der Via Etnea in Catania gehört zum UNESCO-Welterbe Spätbarocke Städte des Val di Noto.
An der Stelle eines Tempels der Proserpina soll in den ersten Jahrhunderten des Christentums eine Kapelle errichtet worden sein, die Unserer Lieben Frau des Almosens geweiht wurde. König Martin I. erhob diese 1396 zur Regia cappella, womit sie denselben Rang wie die Cappella Palatina in Palermo erhielt. Mit Bewilligung Papst Eugens IV. wurde 1446 ein Kollegiatstift angegliedert, daher rührt der Name Collegiata (Stift[skirche]).
Nachdem Catania 1693 durch das Erdbeben im Val di Noto (Verwaltungseinheit im Südosten Siziliens) zerstört worden war, wurde das Gotteshaus neu errichtet. Der Entwurf wird dem Jesuiten Angelo Italia (1628–1701), die Ausführung Antonio Amato zugeschrieben. Die reich ausgestattete Kirche hat den Grundriss eines lateinischen Kreuzes. Die gegen die Via Etnea gerichtete dreigeschossige, im Mittelteil konkave Fassade aus elfenbeinfarbenem Kalk- und olivfarbenem Sandstein (1768) ist ein Hauptwerk des in Rom ausgebildeten, mit einer Catanierin verheirateten polnischen Architekten Stefano Ittar (1724–1790). Das Kuppelfresko stammt von Giuseppe Sciuti (1835–1911). 1946 erhielt die Collegiata von Pius XII. den Titel Basilica minor.

## Einzelnachweis
1. ↑  Rocco Pirri: Sicilia Sacra. Palermo 1733 (Nachdruck 1987), Blatt 1352 f.